# Saint-Pierre-dels-Forcats
Saint-Pierre-dels-Forcats (in catalano Sant Pere dels Forcats) è un comune francese di 260 abitanti situato nel dipartimento dei Pirenei Orientali nella regione dell'Occitania.

## Geografia fisica

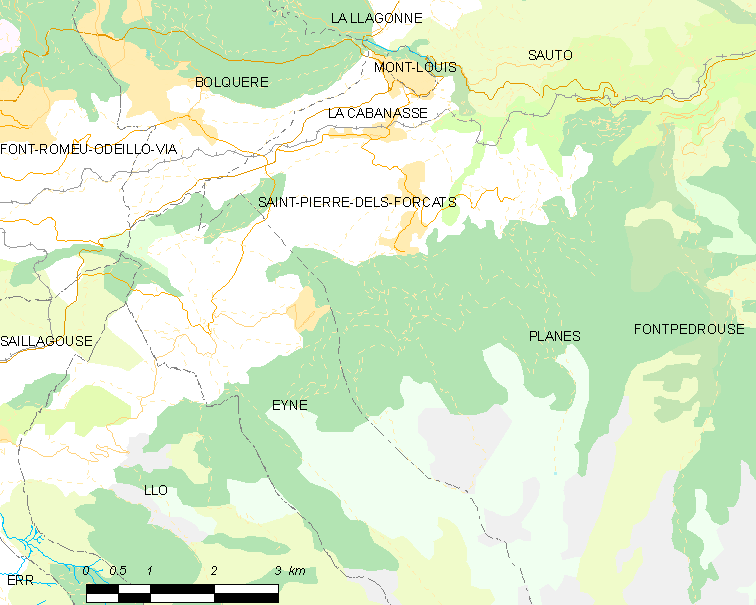
Posizione di Saint-Pierre-dels-Forcats

Fa parte della regione storica nota come Cerdagna.

## Società

### Evoluzione demografica
Abitanti censiti